# فاطمة قرة
فاطمة قرة (بالتركية: Fatma Kara)‏ هي لاعبة كرة قدم تركية، ولدت في 15 يونيو 1991 في هيرتن في ألمانيا. شاركت مع منتخب تركيا تحت 17 سنة للسيدات لكرة القدم ‏ ومنتخب تركيا تحت 19 سنة لكرة القدم للسيدات ومنتخب تركيا لكرة القدم للسيدات. أما مع النوادي، فقد لعبت مع نادي طرابزون سبور.

## وصلات خارجية
- فاطمة قرة على موقع الاتحاد الأوربي (الإنجليزية)
- فاطمة قرة على موقع عالم كرة القدم.نت (الإنجليزية)